# مايكل كوبون
وإسمه الكامل ميكايل سوويل كوبون (بالإنجليزية: Michael Sowell Copon)‏ وهو ممثل ومنتج وعارض أزياء ومغني أمريكي ولد في يوم 13 نوفمبر 1982 في مدينة تشيسابيك في ولاية فيرجينيا في الولايات المتحدة من أبرز أفلامه ذا سكوربيان كينغ 2: رايز أوف أواريور حيث أدى دور البطولة فيه.

## روابط خارجية
- مايكل كوبون على موقع IMDb (الإنجليزية)
- مايكل كوبون على موقع ألو سيني (الفرنسية)
- مايكل كوبون على موقع أول موفي (الإنجليزية)
- مايكل كوبون على موقع قاعدة بيانات الفيلم (الإنجليزية)
- مايكل كوبون على موقع كينوبويسك (الروسية)